# Hermann Junker
Hermann Junker, född 29 november 1877, död 9 januari 1962, var en österrikisk egyptolog.
Junker blev 1912 professor vid Wiens universitet och 1928 direktör för tyska arkeologiska institutet i Kairo. Junker har i synnerhet studerat ptolemaiertidens hieroglyfinskrifter och uppnått viktiga språkliga och religionshistoriska resultat. Han har för Wienakademins och Tyska institutioners räkning företagit utgrävningar på olika platser i Egypten.
Han var betydelsefull för Egyptiska museet i Stockholm genom sitt samarbete med svenske egyptologen Pehr Lugn.